# Balerina (film, 2025)
A Balerina (eredeti cím: From the World of John Wick: Ballerina) 2025-ös amerikai akcióthriller, amelyet Shay Hatten forgatókönyvéből Len Wiseman rendezett. A John Wick-franchise ötödik filmje, amely a John Wick: 3. felvonás – Parabellum (2019) és a John Wick: 4. felvonás (2023) eseményei között játszódik. A főszerepet Ana de Armas játssza, a mellékszerepekben Gabriel Byrne, Catalina Sandino Moreno és Norman Reedus látható. Anjelica Huston, Lance Reddick (utolsó filmbéli szereplése), Ian McShane és Keanu Reeves ismét eljátsszák az előző filmekből ismert szerepeiket. 
A Lions Gate Entertainment 2017-ben szerezte meg Hatten forgatókönyvét a filmhez, ennek eredményeképpen ő is hozzájárult a Parabellum végleges forgatókönyvéhez, illetve ő volt a 4. fejezet vezető írója. 2019 októberében Wisemant szerződtették rendezőnek, míg Chad Stahelskit 2020 májusára megerősítették producerként. A Ballerinát hivatalosan 2022 áprilisában jelentették be, de Armas megerősítette, a főszerepben Unity Phelant helyettesíti, aki a Parabellumban formálta meg a karaktert; decemberre a főszereplőgárda kiegészült. A forgatás nem sokkal ezután kezdődött meg a csehországi Prágában. A további akciójeleneteket 2024 februárjától vették fel. 
Az Amerikai Egyesült Államokban 2025. június 6-án a Lionsgate, míg Magyarországon 2025 június 5-én a Fórum Hungary forgalmazásában mutatták be a mozikban.

## Cselekmény
A fiatal táncosnő, Eve Macarro gyermekként végignézi, ahogy apját, Javiert ismeretlenek meggyilkolják az úgynevezett „kancellár” parancsára. A támadók megpróbálják elrabolni, de Eve-nek sikerül elmenekülnie, és később Winston Scott, a New York-i Continental tulajdonosa fogadja be. Átadja a lányt a Ruska Roma nevű bűnszervezetnek, ahol Eve-et nemcsak klasszikus balettre, hanem közelharcra is tanítják, végül profi bérgyilkost képeznek belőle. Tizenkét év után készen áll arra, hogy belépjen a bűnözés világába, és sikeresen teljesíti első megbízásait a Ruska Roma számára. Az új ügynök jelenléte hamarosan felkelti az apja haláláért felelős szervezet figyelmét, amelynek megölési kísérlete kudarcba fullad.
Eve elhatározza, bosszút áll apja haláláért, és a Ruska Roma igazgatójának akarata ellenére a Continental Hotelbe megy. Ott Winston elárulja neki, a szervezet egy rendszeren kívüli szekta, amely nem tartja be a szabályokat. Mivel ugyanennek a szervezetnek egy tagja jelenleg a prágai Continentalban tartózkodik, Eve Európába utazik, ahol sikerül felkutatnia a szekta egykori követőjét, Daniel Pine-t. Ő a kancellár és követői elől bujkál kislányával, Ellával − ahogy egykor Eve és az apja is −, mert a szervezet tagjai nem hagyhatják el a szektát.
Eve és Daniel összefognak a támadók ellen, de Ellát elrabolják a kancellár emberei, Daniel viszont súlyosan megsebesül. A bérgyilkosnő úgy dönt, megmenti a gyermeket, és felkutatja a szekta központját az ausztriai Hallstattban. Mint kiderül, az összes helyi lakos a bűnszervezet tagja, köztük Lena, Eve nővére is. Eve és Lena beszélgetését hallva a kancellár elrendeli a halálukat; a szekta gránátjai megölik Lenát, míg Eve sikeresen megszökik.
Az igazgató ezután elküldi John Wicket, hogy éjfélig vessen véget a konfliktusnak. A férfi fölénybe kerül az Eve-vel folytatott harcban, de megkíméli ellenfelét, amikor meghallja, hogy a lány csak bosszút akar állni apja gyilkosán. John a saját határidejéig ad neki időt, hogy elvégezze a dolgát, és közben Eve-nek támaszt nyújt. Nem sokkal éjfél előtt a bérgyilkosnő szembeszáll a kancellárral, aki felfedi magát Daniel Pine apjaként, és kijelenti, hogy halála semmin sem változtatna, hiszen a szervezet még mindig létezik. Eve ennek ellenére fejbelövi őt, és a kiszabadult Ellát visszaviszi az apjához. Az igazgató azonban később vérdíjat tűz ki Eve fejére, amiért nem engedelmeskedett a Ruska Romának.

## Szereplők
| Szerep                     | Színész                   | Magyar hang             |
| -------------------------- | ------------------------- | ----------------------- |
| Eve Macarro                | Ana de Armas              | Gáspár Kata             |
| Eve Macarro                | Victoria Comte (fiatalon) | Kosztyu Kata            |
| Igazgató                   | Anjelica Huston           | Kiss Mari               |
| Kancellár                  | Gabriel Byrne             | Sörös Sándor            |
| Charon                     | Lance Reddick             | Papucsek Vilmos         |
| Daniel Pine                | Norman Reedus             | Schmied Zoltán          |
| Lena                       | Catalina Sandino Moreno   | Kelemen Kata            |
| Winston Scott              | Ian McShane               | Gergely Róbert          |
| John Wick                  | Keanu Reeves              | László Zsolt            |
| Nogi                       | Sharon Duncan-Brewster    | Bánfalvi Eszter         |
| Katla Park                 | Cshö Szujong              | Urbán-Szabó Fanni       |
| Il seong                   | Csong Duhong              | Tóth Roland             |
| Az őrszem                  | Waris Ahluwalia           | Koncz István            |
| Javier                     | David Castañeda           | Csík Csaba Krisztián    |
| Frank                      | Abraham Popoola           | Bognár Tamás            |
| Ella Pine                  | Ava McCarthy              | Urr-Szarka Csillagvirág |
| Tatiana                    | Juliet Doherty            | Csifó Dorina            |
| Sebhelyes szemű bérgyilkos | Daniel Bernhardt          | Balda Balázs            |

### Magyar változat
- Főcím: Egressy G. Tamás
- Magyar szöveg: Zalatnay Márta
- Hangmérnök és vágó: Szabó Miklós
- Hangfelvétel: Solti Ferenc
- Gyártásvezető: Boskó Andrea
- Szinkronrendező: Kosztola Tibor
- Produkciós vezető: Jávor Barbara

A szinkront a Dub4 Studios készítette el.

## A film készítése

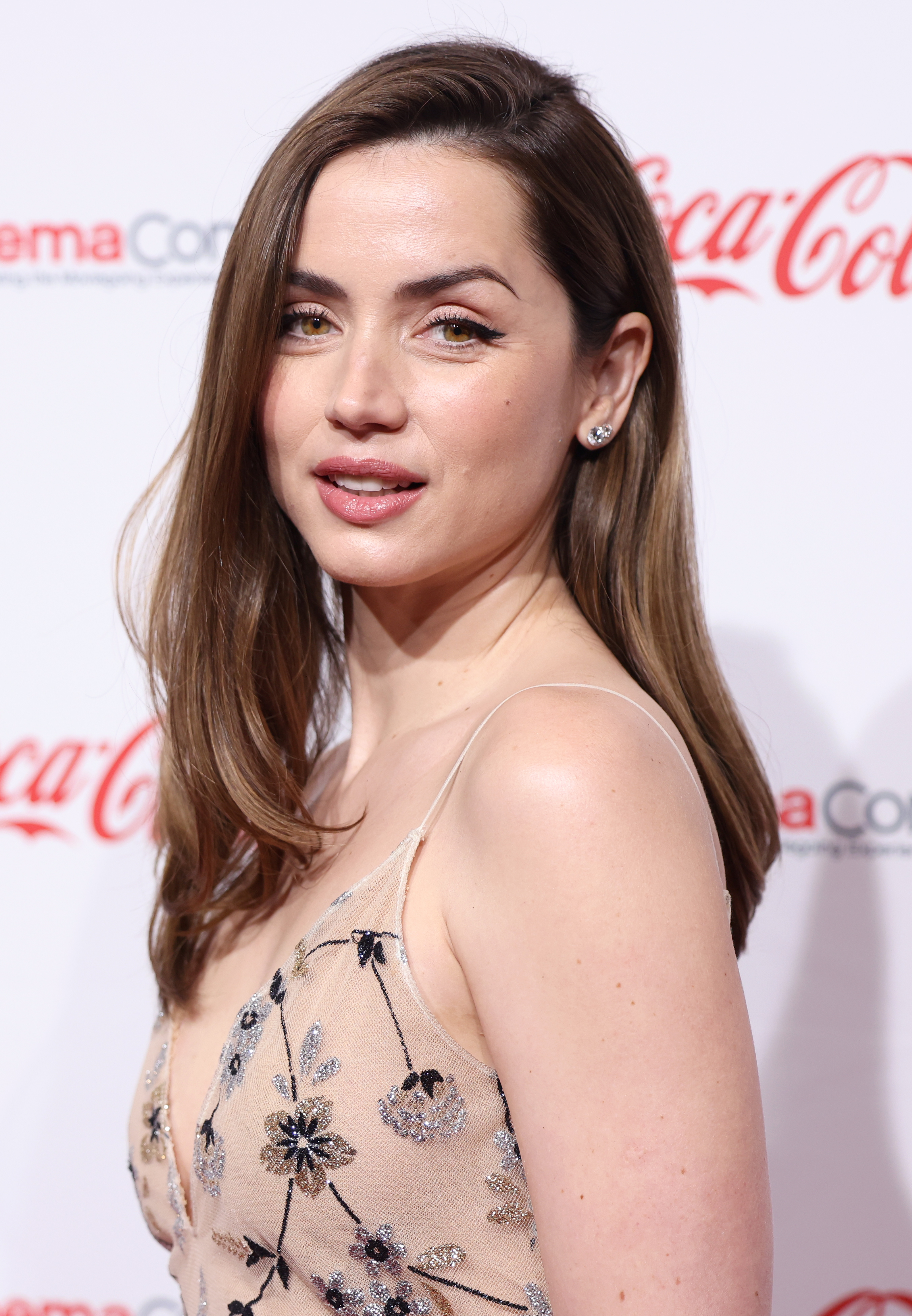
Ana de Armas 2021-ben megkapta a címszereplő, Eve Macarro nevű balerina-bérgyilkos szerepét

2017 júliusában a Lionsgate Films megvásárolta Shay Hatten Ballerina című akcióthrillerének jogait, amelyet az ihletett, hogy Hatten megnézte a John Wick: 2. felvonás előzetesét. A Thunder Road Films vállalta a film produceri munkálatait, miközben Hatten újraírta a forgatókönyvet, hogy az illeszkedjen a John Wick-franchise világába. A film koncepcióit végül beleírták a John Wick: 3. felvonás – Parabellum című filmbe, ahol Unity Phelan alakította a balerinát, aki röviden meg is jelent a vásznon. Az év végén a forgatókönyv felkerült a The Black List-re, amely az év legjobb, még meg nem valósult filmötleteit rangsorolja. 2019 októberére Len Wiseman lett a film rendezője. 2020 májusában arról számoltak be, hogy a stúdió főszereplőt keres a filmhez, és Chloë Grace Moretz volt a minta, hogy milyen típusú színésznőt képzelnek el a szerepre. Stahelski találkozott Wisemannel, és javasolta őt a stúdiónak rendezőként. Megerősítette, hogy csapatával közösen dolgoznak majd Wisemannel az akciójeleneteken és a kaszkadőrmutatványokon, miközben elismerte, hogy Wiseman rendezői stílusa új színt vihet a franchise-ba. Ekkor Wiseman és Hatten már egy újabb forgatókönyvváltozaton dolgoztak. 2021 októberére Ana de Armas tárgyalásokat kezdett, hogy eljátssza a címszerepet, vagyis a balerina-gyilkost. 2022 áprilisában a Lionsgate hivatalosan is bejelentette a filmet a CinemaCon-on, és megerősítette, hogy Ana de Armas játssza majd a főszerepet. 2022 júliusában Emerald Fennell csatlakozott a forgatókönyvírói csapathoz.

### Forgatás
A forgatás az eredeti tervek szerint 2022 nyarán kezdődött volna, de hivatalosan 2022. november 7-én kezdték el Prágában. A hónap folyamán és december elején bejelentették, hogy Keanu Reeves, Ian McShane, Anjelica Huston és Lance Reddick csatlakozott a szereplőgárdához, és a franchise korábbi filmjeiből ismert szerepeikben, mint John Wick, Winston Scott és Charon; December folyamán Catalina Sandino Moreno, Norman Reedus és Gabriel Byrne is csatlakozott a mellékszereplőkhöz, nem közölt szerepekben. A forgatás alatt Reeves nem tudta módosítani a forgatási menetrendjét, hogy elfogadja a Lucasfilm ajánlatát, miszerint a Disney+ Az akolitus című Star Wars-sorozatban (2024) Sol Jedi mestert alakítja, így a szerepet I Dzsongdzse kapta meg. A Balerina 2023 februárjában került utómunkálatokba. 2024 februárjában Chad Stahelski producer Len Wiseman rendezővel további akciójeleneteken dolgozott a filmhez. Márciusban David Castañeda és Sharon Duncan-Brewster csatlakozott a stábhoz. Állítólag Stahelski két-három hónapos újraforgatást felügyelt, és a film nagy részét újraforgatta, miközben Wiseman nem volt jelen a forgatáson. Norman Reedus színész Japánból utazott Budapestre, hogy harcjeleneteket forgassanak le vele.

## Marketing
A film első reklámanyaga, amelyet a 2024. áprilisi CinemaCon találkozón mutattak be, egy rövid kedvcsináló előzetes volt, amelyet a zárt ajtók mögött összegyűlt közönségnek adtak le. Az Entertainment Weekly arról számolt be, az előzetesben Charon, Winston, Norman Reedus meg nem nevezett karaktere és Wick is feltűnik a végén cameoszerepben. Ott a címét John Wick Presents: Ballerina néven mutatták be. A Bleeding Cool szerint a felvételek „pontosan olyanok voltak, mint amilyenek a CinemaCon álmai”. 2024. szeptember 26-án jelent meg a film első előzetse a Lions Gate Entertainment által, ahol kiderült, hogy a film hivatalos címe From the World of John Wick: Ballerina lett.

## Bemutató
A Balerina a tervek szerint 2025. június 6-án jelent meg az Amerikai Egyesült Államokban, miután az eredetileg bejelentett 2024. június 7-i megjelenési dátumról egy évet csúszott.

## Lehetséges folytatás
2023 márciusában Erica Lee producer kijelentette, a stúdió tervezi a folytatást, amelyben de Armas visszatér szerepébe.

## Fogadtatás
A Rotten Tomatoes weboldalon 75%-os értékelést kapott 194 kritika alapján, átlagértékelése 7,3 pont a 10-ből. Az oldal szöveges összefoglalója szerint: „Az energikus Ana de Armas kreatívan brutális akció-koreográfiával és egy kellemesen bolondos eredettörténettel ellátva a Balerina kecsesen piruettezik a Wickverzum középpontjában.” A Metacritic oldalán 100-ból 59 pontot kapott 44 pozitív kritika alapján, ami „általánosságban vegyes” értékelést jelent. A CinemaScore által megkérdezett közönség átlagosan „A-” osztályzatot adott a filmnek egy A+-tól F-ig terjedő skálán, míg a PostTrak által megkérdezettek 87%-ban pozitívan értékelték a filmet, 79%-uk pedig azt mondta, hogy mindenképpen ajánlaná.
Alison Willmore a Vulture-tól pozitív kritikát adott, és azt írta: „Abszurd, izgalmas és gyönyörű. Nem tudom, mi vezetett ide, de bár a Ballerina nem úgy indul, mint egy igazi John Wick-film, de az biztos, hogy úgy végződik”. Clint Gage az IGN-től a következőket írta: „Ez egy olyan spinoff, amely tudja, hogy a John Wick-sorozat miért volt olyan sikeres, és mindkettő hatékonyan követi a szabályokat, miközben hozzáad a folyamatosan bővülő világhoz. Noha a játékidő jó részének eltart, amíg magabiztos lábra talál, amikor a második fele beindul, az energia tagadhatatlan, ahogy a Balerina egyik vicces, véres és kreatív harcjelenet a másik után jön”.
Justin Clark a Slant Magazintól kritikusabb volt a filmmel kapcsolatban, mondván: „Saját mitológia vagy bármilyen érdemi kapcsolat nélkül, hogy a John Wick filmek kronológiailag merre haladnak ezután, a Balerina csak egy újabb 87Eleven film”.